# Siberia (film 2020)
Siberia è un film del 2020 diretto da Abel Ferrara.

## Trama
Clint (Willem Dafoe) è un uomo profondamente tormentato dai demoni del suo passato, tanto da cercare di trovare un minimo di pace vivendo quasi completamente isolato in mezzo alle nevi e ai ghiacci, dove gestisce una piccola locanda. Un giorno, però, a bordo della sua slitta trainata dai cani inizierà un viaggio che lo condurrà negli abissi più oscuri della sua anima.

## Produzione
Le riprese del film si sono tenute anche in Trentino-Alto Adige, a Bolzano, Terlano e nella zona di Bressanone, in località quali la Val Pusteria, il Passo delle Erbe, il Passo di Monte Giovo, il Passo delle Palade e la Plose. Nell'edizione italiana l'attore statunitense Willem Dafoe ha doppiato se stesso, dal momento che possiede la cittadinanza italiana e parla un discreto italiano.

## Promozione
Il primo trailer del film è stato diffuso il 22 febbraio 2020, dal 27 luglio 2020 in italiano.

## Distribuzione
Il film è stato presentato in anteprima al Festival internazionale del cinema di Berlino il 24 febbraio 2020. Il film è stato distribuito nelle sale cinematografiche tedesche da Port au Prince Pictures dal 2 luglio 2020. È stato distribuito nelle sale cinematografiche italiane da Nexo Digital a partire dal 20 agosto 2020.